# روز جهانی صلح

روز جهانی صلح همه‌ساله در ۲۱ سپتامبر برپا می‌شود. این روز به صلح اختصاص دارد، به‌طور ویژه به نبود جنگ و خشونت می‌پردازد و ممکن است گاهی منجر به به یک آتش‌بس موقت در مناطق جنگی برای دسترسی به کمک‌های انسان‌دوستانه شود. این روز اولین بار در سال ۱۹۸۲ برپا شد، و از آن زمان توسط بسیاری کشورها، گروه‌های سیاسی، گروه‌های نظامی و افراد مختلف ادامه یافته‌است.
برای افتتاح، «زنگ صلح» در مقر سازمان ملل (در شهر نیویورک) به‌صدا درمی‌آید. این زنگ از سکه‌های اهدایی کودکان از تمام قاره‌ها به جز آفریقا ساخته شده‌است و هدیه‌ای از سوی انجمن سازمان ملل ژاپن جهت یادآوری «هزینه انسانی جنگ» است. در کنار زنگ نوشته‌است؛ «زنده باد صلح مطلق جهانی».
افراد می‌توانند برای بزرگداشت روز بین‌المللی صلح، لباس‌هایی با طرح کبوتر سفید صلح بپوشند که مدال‌هایی به شکل کبوتر صلح، محصول سازمانی ناسودبر در کانادا است.